# Kurs kompasowy
Kurs kompasowy - kurs statku wskazywany przez kompas magnetyczny, (kąt między kierunkiem północnym wskazywanym przez dany kompas a linią symetrii statku) nieuwzględniający całkowitej poprawki korygującej zakłócenia wskazań (deklinacja magnetyczna i dewiacja kompasu). 
- KK+cp=KR
- KR+pw=KDW
- KDW+pp=KDD

gdzie:
- KK - kurs kompasowy
- cp - całkowita poprawka, deklinacja magnetyczna, dewiacja kompasu
- KR - kurs rzeczywisty
- pw - poprawka na wiatr, zob. dryf
- KDW- kąt drogi po wodzie
- pp - poprawka na prąd, zob. znos
- KDD- kąt drogi nad dnem